# Cerobothrium
Cerobothrium Frey, 1958, è un genere di insetti della famiglia degli Ephydridae (Diptera: Schizophora). Si tratta di un genere poco studiato, di cui si hanno poche informazioni derivate in gran parte dalla revisione di alcune specie che in passato erano classificate in altri gruppi di efidridi.

## Sistematica
Il genere comprende quattro specie:
- Cerobothrium insulatum Mathis & Zatwarnicki, 2003
- Cerobothrium ligabuei (Canzoneri, 1981)
- Cerobothrium lituscolum (Miyagi, 1977)
- Cerobothrium ptahi Frey, 1958

Cerobothrium fu istituito da Frey (1958) per includervi la sola specie C. ptahi. Per oltre un ventennio, il genere è rimasto monotipico, ma a partire dagli anni novanta] sono state aggiunte altre tre specie, portando a quattro il numero complessivo:
C. lituscolum era in origine classificato nel genere Pelignellus, che comprendeva Pelignellus subnudus (specie tipo) e Pelignellus lituscolus. Mathis & Zatwarnicki (1990) riclassificarono la specie tipo spostandola nel genere Atissa e ridussero Pelignellus a sinonimo minore. La specie Pelignellus lituscolus rimase senza collocazione sistematica fino all'anno successivo: Zatwarnicki la spostò in Cerobothrium attribuendole il nome C. lituscolum. Il BioSystematic Database of World Diptera non registra questa classificazione, in quanto riporta ancora come validi il genere Pelignellus e le specie in esso classificate in passato.  
C. insulatum è descritta come nuova specie da Mathis & Zatwarnicki (2003) nell'ambito di un catalogo degli efidridi delle Seychelles.
C. ligabuei, infine, era in origine classificata nel genere Asmeringa, ma Mathis & Zatwarnicki (2003) l'hanno spostata in Cerobothrium. Questa revisione tassonomica non è registrata nel BDWD, che riporta ancora come nome valido Asmeringa ligabuei.
In merito alla collocazione tassonomica di Cerobothrium, i riferimenti bibliografici a questo genere sono alquanto rari, tuttavia la posizione nella tribù Atissini è riportata da Zatwarnicki (1991) in occasione della ridenominazione di Pelignellus lituscolus

## Distribuzione
Il genere ha un'ampia distribuzione geografica, che si estende dall'Africa all'Asia in tre distinte regioni zoogeografiche, tuttavia le quattro specie avrebbero areali piuttosto ristretti, almeno in base alle segnalazioni, limitati a regioni insulari dei due continenti. P. ptahi è una specie afrotropicale, segnalata nelle isole del Capo Verde, C. lituscolum è invece paleartica, presente nell'isola di Hokkaidō (Giappone). C. insulatum e C. ligabuei si caratterizzano, come molti efidridi, per la disgiunzione in differenti regioni dell'Oceano Indiano: la prima è segnalata nelle Seychelles (ecozona afrotropicale), la seconda nelle Maldive (ecozona orientale).